# Murad Hajdarau
Murad Hajdarau (belarussisch Мурад Гайдараў, russisch Мурад Зайрудинович Гайдаров, Murad Sairudinowitsch Gaidarow; * 13. Februar 1980 in Chassawjurt, Dagestanische ASSR, Russische SFSR, Sowjetunion) ist ein Belarussischer Ringer, der auch für Russland und Aserbaidschan startete.

## Werdegang
Murad Hajdarau begann als Jugendlicher in Chassawjurt mit dem Ringen. Er konzentrierte sich dabei auf den freien Stil. Ab 1996 startete er für den russischen Ringerverband bei internationalen Meisterschaften. Im Jahre 2000 sah er jedoch wegen der starken Konkurrenz keine Möglichkeit, sich für die Olympischen Spiele in Sydney zu qualifizieren. Er nahm deshalb kurzfristig die aserbaidschanische Staatsangehörigkeit an und versuchte sich für dieses Land für die Olympischen Spiele zu qualifizieren. Da dies misslang, startete er danach wieder für Russland, wechselte dann aber im Jahre 2001 endgültig nach Belarus. Innerhalb von zwei Jahren startete er also international für drei verschiedene Staaten, ohne dass der internationale Ringerverband etwas dagegen unternahm. 
Seit dem Jahre 2000 ist er nunmehr Mitglied eines Sportclubs in Minsk und wird dort von Walentin Mursinkow trainiert. Er besitzt ein Diplom als Jurist. 
Die Gewichtsklasse, in der er nach seiner Juniorenzeit bei allen internationalen Meisterschaften startete, war das Weltergewicht, das sein Gewichtslimit bis zum Jahre 2001 bei 76 kg hatte und ab dem Jahre 2002 bei 74 kg hat. Im Jahre 1996 wurde er in Teheran Junioren-Weltmeister (Cadets = bis zum 16. Lebensjahr) in der Gewichtsklasse bis 65 kg. 1998 konnte er aber diesen Erfolg bei den Juniors (Junioren, damals bis zum 18. Lebensjahr) nicht wiederholen, vielmehr schied er früh aus und kam nur auf den 21. Platz. Im Jahre 2000 versuchte er sich in Leipzig, für Aserbaidschan startend, für die Olympischen Spiele in Sydney zu qualifizieren. Dies gelang ihm aber nicht, denn er belegte im Weltergewicht nur den 25. Platz. Er hatte aber im Jahre 2000, wieder für Russland startend, noch zwei große Erfolge im Juniorenbereich. Zunächst wurde er in Sofia Junioren-Europameister im Weltergewicht vor Fatih Koyuncu aus der Türkei und dann belegte er bei der Junioren-Weltmeisterschaft in Nantes in derselben Gewichtsklasse den 3. Platz.
Im Jahre 2001 startete er dann erstmals für Belarus. Er kam dabei aber bei der Weltmeisterschaft in Sofia im Weltergewicht nach einem Sieg über Bujandelgeriin Batbajar, Mongolei und einer Niederlage gegen Mehdi Hajizadeh Jouibari, Iran, nur auf den 16. Platz. Bereits ein Jahr später, 2002, gewann er bei der Europameisterschaft in Baku mit vier Siegen und einer Punktniederlage im Finale gegen Árpád Ritter aus Ungarn eine Silbermedaille. Das war sein erster Medaillengewinn bei den Senioren bei einer internationalen Meisterschaft. Bei der Weltmeisterschaft dieses Jahres in Teheran hatte er aber keinen Erfolg. Er verlor dort in seinem ersten Kampf gegen Daniel Gonzales Aguillera aus Kuba und besiegte in seinem zweiten Kampf Europameister Árpád Ritter, schied aber wegen des damaligen unsinnigen Reglements trotzdem aus und kam nur auf den 16. Platz.
Gleich zwei Medaillen gewann Murad Hajdarau dann bei den internationalen Meisterschaften des Jahres 2003. In Riga belegte er bei der Europameisterschaft nach einer Niederlage im Halbfinale gegen Árpád Ritter durch einen Sieg in der Trostrunde über Saur Botajew, Russland, den 3. Platz und gewann damit eine Bronzemedaille. Bei der Weltmeisterschaft 2003 in New York kämpfte er sich mit Siegen über Araik Geworgjan, Armenien, Gela Saghiraschwili, Georgien, Kunihiko Obata, Japan, Sihamir Osmanov, Mazedonien und Gennadi Lalijew, Kasachstan bis in das Finale vor, in dem er allerdings dem damals vielleicht weltbesten Freistilringer Buwaissar Saitijew, Russland, knapp nach Punkten unterlag. Er wurde damit Vize-Weltmeister.
2004 wurde er in Ankara auch Vize-Europameister. Er hatte sich dort mit Siegen über Araik Geworgjan, Nathanael Ackerman, Großbritannien und Krystian Brzozowski, Polen wieder in das Finale gekämpft, indem er aber wieder einem russischen Ringer, nämlich Ruslan Kokajew, unterlag. Für die Olympischen Spiele 2004 in Athen wurde er vom belarussischen Verband aber nicht nominiert. Er startete stattdessen bei der Universitäten-Weltmeisterschaft in Łódź und holte sich dort den Meistertitel mit einem Sieg im Finale über Hadi Habibi, Iran. 
In den Jahren 2005 bis 2007 gewann Murad Hajdarau bei den internationalen Meisterschaften keine Medaillen. Er verlor in jenen Jahren aber dreimal den Kampf um eine Bronzemedaille, und zwar 2005 bei der Europameisterschaft in Warna gegen Ahmet Gülhan aus der Türkei, 2006 bei der Europameisterschaft in Moskau gegen Krystian Brzozowski und 2006 bei der Weltmeisterschaft in Guangzhou gegen Don Pritzlaff aus den Vereinigten Staaten. Bei der Weltmeisterschaft 2007 in Baku besiegte er u. a. Soslan Tigijew aus Usbekistan, verlor aber gegen Iván Fundora Zaldívar aus Kuba und kam damit nur auf den 12. Platz.
Zum erfolgreichsten Jahr in der Laufbahn von Murad Hajdarau wurde dann das Jahr 2008. Er wurde zunächst bei der Europameisterschaft in Tampere mit Siegen über Antans Azarēvičs aus Lettland, Emzarios Bedinidis, Griechenland und Krystian Brzozowski und einer Niederlage im Endkampf gegen Machatsch Murtasalijew aus Russland Vize-Europameister und dann erkämpfte er sich bei den Olympischen Spielen in Peking mit Siegen über Çamsulvara Çamsulvarayev, Aserbaidschan, Gela Saghiraschwili, einer Niederlage gegen Soslan Tigijew und einem Sieg über Gheorghiță Ștefan, Rumänien, eine olympische Silbermedaille.
Eine letzte Medaille bei internationalen Meisterschaften gewann er im Jahre 2009 bei der Europameisterschaft in Vilnius. Er besiegte dort Irbek Farnijew, Russland, László Szabolcs, Ungarn, verlor dann gegen Fırat Binici, Türkei und schlug Ljulzim Vrenezi, Mazedonien und Gela Saghiraschwili. Bei der Weltmeisterschaft dieses Jahres in Herning verpasste er eine Medaille aber nur knapp, denn er verlor in der Trostrunde den Kampf um diese Medaille gegen Sadegh Saeed Goudarzi aus dem Iran knapp nach Punkte und belegte damit den 5. Platz.
Seinen letzten Start bei einer internationalen Meisterschaft absolvierte Murad Hajdarau im Jahre 2011. Er besiegte dabei bei der Weltmeisterschaft in Istanbul Robert Olle aus der Slowakei und Carmelo Lumia aus Italien, verlor gegen Sadegh Saeed Goudarzi, besiegte Augusto Midana, GBS und verlor gegen Dawit Chuzischwili aus Georgien und erreichte damit den 8. Platz.
Für die Teilnahme an den Olympischen Spielen 2012 in London konnte er sich nicht mehr qualifizieren, da er bei den Turnieren in Sofia und Helsinki nur die Plätze 5. und 8. erreichte, die für eine Startberechtigung nicht ausreichten.

## Internationale Erfolge
| Jahr | Platz  | Wettbewerb                                 | Gewichtsklasse | Ergebnisse |
| 1996 | 1.     | Junioren-WM (Cadets) in Teheran            | bis 65 kg      | vor Wisam B. Abdul Razzaq, Irak und Moustafa Alizadeh, Iran |
| 1998 | 21.    | Junioren-WM in Las Vegas                   | bis 70 kg      | Sieger: Don Pritzlaff, USA vor Fahrettin Özata, Türkei |
| 2000 | 25.    | Olympia-Qualif.-Turnier in Leipzig         | Welter         | Sieger: Magomedov Ibragimov, Mazedonien vor Eldar Assanow, Ukraine |
| 2000 | 1.     | Junioren-EM in Sofia                       | Welter         | vor Fatih Koyuncu, Türkei und Xəzri Çupanov, Aserbaidschan |
| 2000 | 3.     | Junioren-WM in Nantes                      | Welter         | nach Siegen über Matthew Lackey, USA, Jose Carrasco Moran, Spanien und Lucian Vitcu, Rumänien, einer Niederlage gegen Fatih Kuyuncu und einem Sieg über Cho Byung-kwan, Südkorea                                     |
| 2001 | 16.    | WM in Sofia                                | Welter         | nach einem Sieg über Bujandelgeriin Batbajar, Mongolei und einer Niederlage gegen Mehdi Hajizadeh Jouibari, Iran |
| 2002 | 2.     | EM in Baku                                 | Welter         | nach Siegen über Benoît Schuller, Frankreich, Ivan Diaconu, Rumänien, Wolodymyr Sirotkin, Ukraine und Gurami Michedlidse, Georgien und einer Niederlage gegen Árpád Ritter, Ungarn                                   |
| 2002 | 16.    | WM in Teheran                              | Welter         | nach einer Niederlage gegen Daniel Gonzales Aguillera, Kuba und einem Sieg über Árpád Ritter |
| 2003 | 3.     | EM in Riga                                 | Welter         | nach Siegen über Araik Geworgjan, Armenien, Nathanael Ackerman, Großbritannien und Ivan Diaconu, einer Niederlage gegen Árpád Ritter und einem Sieg über Saur Botajew, Russland                                      |
| 2003 | 2.     | WM in New York                             | Welter         | nach Siegen über Araik Geworgjan, Gela Saghiraschwili, Georgien, Kunihiko Obata, Japan, Sihamir Osmanov, Mazedonien und Gennadi Lalijew, Kasachstan und einer Niederlage gegen Buwaissar Saitijew, Russland          |
| 2004 | 2.     | EM in Ankara                               | Welter         | nach Siegen über Araik Geworgjan, Nathanael Ackerman und Krystian Brzozowski, Polen und einer Niederlage gegen Ruslan Kokajew, Russland                                                                              |
| 2004 | 1.     | Universitäten-WM in Łódź                   | Welter         | vor Hadi Habibi, Iran, Kazuyuki Nagashima, Japan und Fahrettin Özata, Türkei |
| 2005 | 5.     | EM in Warna                                | Welter         | nach Siegen über Nathanael Ackerman und Dawid Papojan, Armenien und Niederlagen gegen Sergei Witkowski, Russland und Ahmet Gülhan, Türkei                                                                            |
| 2006 | 5.     | WM in Moskau                               | Welter         | nach Siegen über Elnur Aslanov, Aserbaidschan und Gheorghiță Ștefan, Rumänien und Niederlagen gegen Buwaissar Saitijew und Krystian Brzozowski                                                                       |
| 2006 | 5.     | Golden-Grand-Prix in Baku                  | Mittel         | hinter Reza Yazdani, Iran, Taras Danko, Ukraine, Muhammed Lawal, USA und Novruz Temrezov, Aserbaidschan |
| 2006 | 5.     | WM in Guangzhou                            | Welter         | nach Siegen über Jean Noel Malo, Elfenbeinküste, Gábor Hatos, Ungarn und Emzarios Bedinidis, Griechenland und Niederlagen gegen Asghar Ali Basrighaleh, Iran und Don Pritzlaff, USA                                  |
| 2007 | 12.    | WM in Baku                                 | Welter         | nach Siegen über Felipe Macedo, Brasilien und Soslan Tigijew, Usbekistan und einer Niederlage gegen Iván Fundora Zaldívar, Kuba                                                                                      |
| 2008 | 2.     | EM in Tampere                              | Welter         | nach Siegen über Antans Azarēvičs, Lettland, Emzarios Bentinidis und Krystian Brzozowski und einer Niederlage gegen Machatsch Murtasalijew                                                                           |
| 2008 | Bronze | OS in Peking                               | Welter         | nach Siegen über Çamsulvara Çamsulvarayev, Aserbaidschan und Gela Saghiraschwili, einer Niederlage gegen Soslan Tigijew und einem Sieg über Gheorghiță Ștefan                                                        |
| 2009 | 3.     | EM in Vilnius                              | Welter         | nach Siegen über Irbek Farnijew, Russland und László Szabolcs, Ungarn, einer Niederlage gegen Fırat Binici, Türkei und Siegen über Ljulzim Vrenezi, Mazedonien und Gela Saghiraschwili                               |
| 2009 | 1.     | Großer Preis von Deutschland in Dortmund   | Mittel         | vor David Bichinashvili, Deutschland, Aljaksej Issajeu und Iwan Jankouski, beide Belarus |
| 2009 | 15.    | Golden-Grand-Prix in Baku                  | Welter         | Sieger: Soslan Tigijew vor Irbek Farnijew und Çamsulvara Çamsulvarayev |
| 2009 | 5.     | WM in Herning                              | Welter         | nach Siegen über Luca Lampis, Frankreich und Andriy Shyyka, Deutschland, einer Niederlage gegen Denis Zargusch, Russland, einem Sieg über Bi Shengfeng, China und einer Niederlage gegen Sadegh Saeed Goudarzi, Iran |
| 2010 | 1.     | Welt-Cup in Moskau                         | Welter         | vor Çamsulvara Çamsulvarayev, Aniuar Gedujew, Russland und Sadegh Saeed Goudarzi |
| 2011 | 5.     | Wacław-Ziółkowski-Memorial in Posen        | Welter         | hinter Batuhan Demirci, Türkei, Andriy Shyyka, Rasul Tichajew, Russland und Trent Paulson, USA |
| 2011 | 8.     | WM in Istanbul                             | Welter         | nach Siegen über Robert Olle, Slowakei und Carmelo Lumia, Italien, einer Niederlage gegen Sadegh Saeed Goudarzi, einem Sieg über Augusto Midana, GBS und einer Niederlage gegen Dawit Chutischwili, Georgien         |
| 2012 | 1.     | Dan Kolow & Nikoa Petrow-Memorial in Sofia | Welter         | vor Kiril Tersiew, Bulgarien, Kuzma Schiwzew, Russland und Matthew Gentry, Kanada |
| 2012 | 5.     | Olympia-Qualif.-Turnier in Sofia           | Welter         | hinter Adam Saitijew, Russland, Kiril Tersiew, Gábor Hatos und Roman Dermenji, Moldawien |
| 2012 | 8.     | Olympia-Qualif.-Turnier in Helsinki        | Welter         | Sieger: Narashingh Pancham Yadav, Indien vor Oleg Motsalin, Griechenland |
| 2012 | 2.     | Großer Preis von Spanien in Madrid         | Welter         | hinter Ehsan Naser Lashgari, Iran, vor Amarhadschy Mahamedau, Belarus |
| 2012 | 1.     | Alexander-Medwed-Prize in Minsk            | Mittel         | vor Chabib Abdullajew und Achmed Magomajew, beide Russland |

## Erläuterungen
- alle Wettkämpfe im freien Stil
- OS = Olympische Spiele, WM = Weltmeisterschaft, EM = Europameisterschaft
- Weltergewicht, Gewichtsklasse bis 2001 bis 76 kg, seit 2002 bis 74 kg, Mittelgewicht, bis 84 kg Körpergewicht